# D/1886 K1 (Brooks)
D/1886 K1 (także Brooks 1) – kometa krótkookresowa, należąca do rodziny Jowisza. Obecnie uznawana za zaginioną.

## Odkrycie
Kometa została odkryta 23 maja 1886 roku w przez Williama Roberta Brooksa.

## Orbita komety
Orbita komety D/1886 K1 miała kształt elipsy o mimośrodzie 0,57. Jej peryhelium znajdowało się w odległości 1,32 j.a., aphelium zaś 4,86 j.a. od Słońca. Jej okres obiegu wokół Słońca wynosił 5,44 roku, nachylenie do ekliptyki to wartość 12,67˚.